# Pedro da Covilhã
Pêro či Pedro da Covilhã (1447? Covilhã, Portugalsko – 1526? Etiopie) byl portugalský rozvědčík a cestovatel v Asii a Africe. Dne 7. května 1487 byl vyslán portugalským králem Janem II., aby spolu s Alfonsem de Paivou prozkoumal cestu do Indie přes východní Středomoří a navázal styk se zemi Kněze Jana.

## Cesta do Asie
Pedro da Covilhã se vydal na cestu přes Středomoří do Indie. Současně tam měl Bartolomeu Dias doplout kolem Afriky. Převlečeni za kupce, opatřeni doporučujícími dopisy pro Kněze Jana a mapou Fra Maurovou, zobrazující tehdejší zeměpisné znalosti, dostali se s Alfonsem de Paiva přes Káhiru, Rudé moře a Suakin do Adenu, kde se rozdělili. Paiva měl na místě případně v Etiopii, shromažďovat další zprávy a pak počkat na Covilhu v Káhiře. Ten na arabské lodi doplul do Indie, kde navštívil přístavy Góu, Kalikat a Kannanúr, kde získal cenné informace o rozsahu arabského obchodu. Z Kalikatu se dostal na východoafrické pobřeží. Dospěl až do Sofaly dnes ve středním Mosambiku, nejjižnějšího bodu arabských plaveb a vrátil se do Káhiry, kde však mezitím Paiva zemřel. Odtud v roce 1490 poslal zprávu o dosavadních výsledcích do Lisabonu, načež obdržel od krále příkaz odebrat se do Etiopie.

## Cesta do Afriky
V roce 1491 navštívil Covilhã ještě Aden a Hormuz v Perském zálivu. V roce 1492 přistál v Zajle (Somálsko), odkud dorazil 1493 do Gondaru, sídla etiopského císaře. Byl zahrnut přízní, ale nesměl se ze země vzdálit, neboť Etiopané tehdy cizince do země pouštěli, avšak zakazovali jim odejít. Covilhã zůstal až do smrti v Etiopii a setkal se zde v roce 1520 s portugalským poselstvem, jehož členem byl i Francisco Alvarez, kterému Covilhã podal výborné a přesné zprávy o zemi a obyvatelích, jež Alvarez vtělil do své knihy.
Covilhã náleží k velkým cestovatelům pozdního středověku, neboť jako první Portugalec nalezl cestu do Indie, byl jedním z mála Evropanů, kteří poznali východní Afriku daleko na jihu a stanovil, že lze Afriku obeplout a podal obšírné informace o Etiopii. Jeho zprávy jsou zachovány též ve spisech João de Barrose.